# Pijnacker
Pijnacker je město v nizozemské provincii Jižní Holandsko. Na severu sousedí s Zoetermeerem, na severozápadě s Nootdorpem, na jihozápadě s Delfgauwem, na jihu s Rotterdamem (konkrétně s Overschiem) a na východě s Berkel en Rodenrijsem. 
Pijnacker byl samostatnou obcí až do roku 2002, kdy se sloučil s Nootdorpem a vytvořil Pijnacker-Nootdorp, který je součástí Velkého Haagu. Pijnacker však nehraničí s Haagem (Nootdorp ano), ale hraničí s Rotterdamem, zejména proto, že Nootdorp a Pijnacker, i když technicky sousedí, mají mezi sebou asi 2 km přírody.
Pijnacker má dvě zastávky na Randstadrail E-lijn mezi Haagem a Rotterdamem: Pijnacker Centrum a Pijnacker-Zuid.
V Pijnackeru a jeho okolí se nacházejí velké a atraktivní přírodní oblasti, z nichž jednou je Ackerdijkse Plassen, jedna z nejdůležitějších ptačích oblastí v Nizozemsku.

## Městské části
- Centrum
- Koningshof
- Noord (Sever)
- Klapwijk
- Tolhek
- Keijzershof

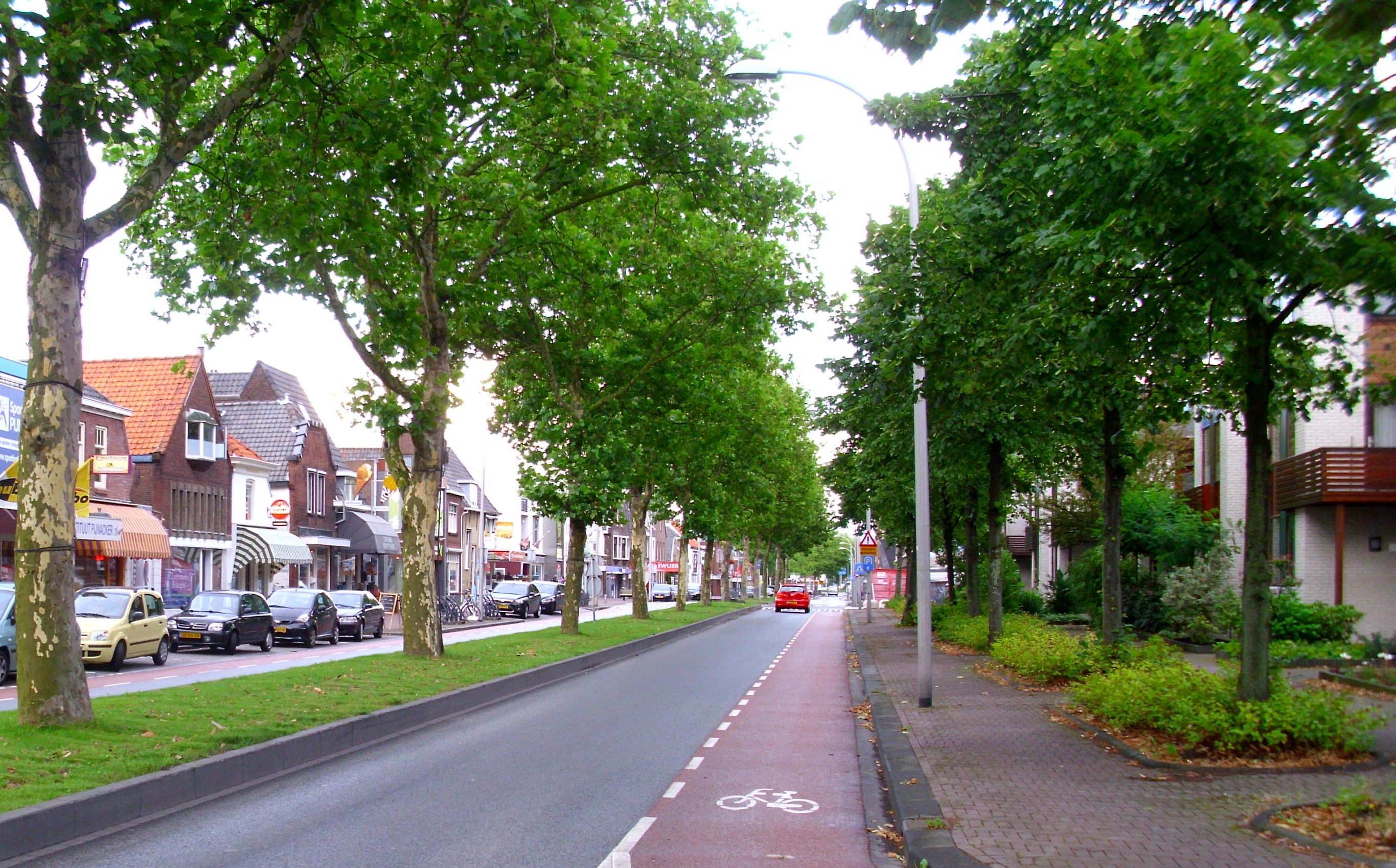
Ulice v Pijnackeru

- Ackerswoude (částečně postavena, zatím nedokončeno)
- Tuindershof (ještě nepostaveno)

## Významné struktury
Jednou z dominantních budov v Pijnackeru je katolický kostel H. Joannese de Dooper na hlavní ulici města, Oostlaan. Je to zapsaná památka s číslem 525173.

## Osobnosti
- Mabel Wisseová-Smitová (* 1968), členka královské rodiny
- Tarik Z., falešný střelec
- Demi Volleringová (* 1996), cyklistka
- Cornelis Pijnacker (1570–1645), kartograf a diplomat
- Kurt Wubben (* 1972), rychlobruslař a maratonec